# Andorinha
As andorinhas (do latim hirŭndo -dĭnis; hirondina) são um grupo de aves passeriformes da família Hirundinidae. A família destaca-se dos restantes pássaros pelas adaptações desenvolvidas para a alimentação aérea. As andorinhas caçam insetos no ar e para tal desenvolveram um corpo fusiforme e asas relativamente longas e pontiagudas. Medem cerca de 13 cm (comprimento) e podem viver cerca de oito anos ou mais.

## Reprodução
As fêmeas fazem uma postura de 4 ou 5 ovos, que depois são incubados durante cerca de 25 dias. Passado o tempo da incubação, nascem os jovens, cuja alimentação é feita por ambos os progenitores.
Quando a temperatura baixa, as andorinhas juntam-se em bando e vão à procura de locais da Europa mais quentes, indo também para o norte de África. Depois, quando a temperatura volta a subir, por volta da primavera, regressam novamente. Constroem as suas casas perto do calor, em pequenos ninhos normalmente colados ao teto.

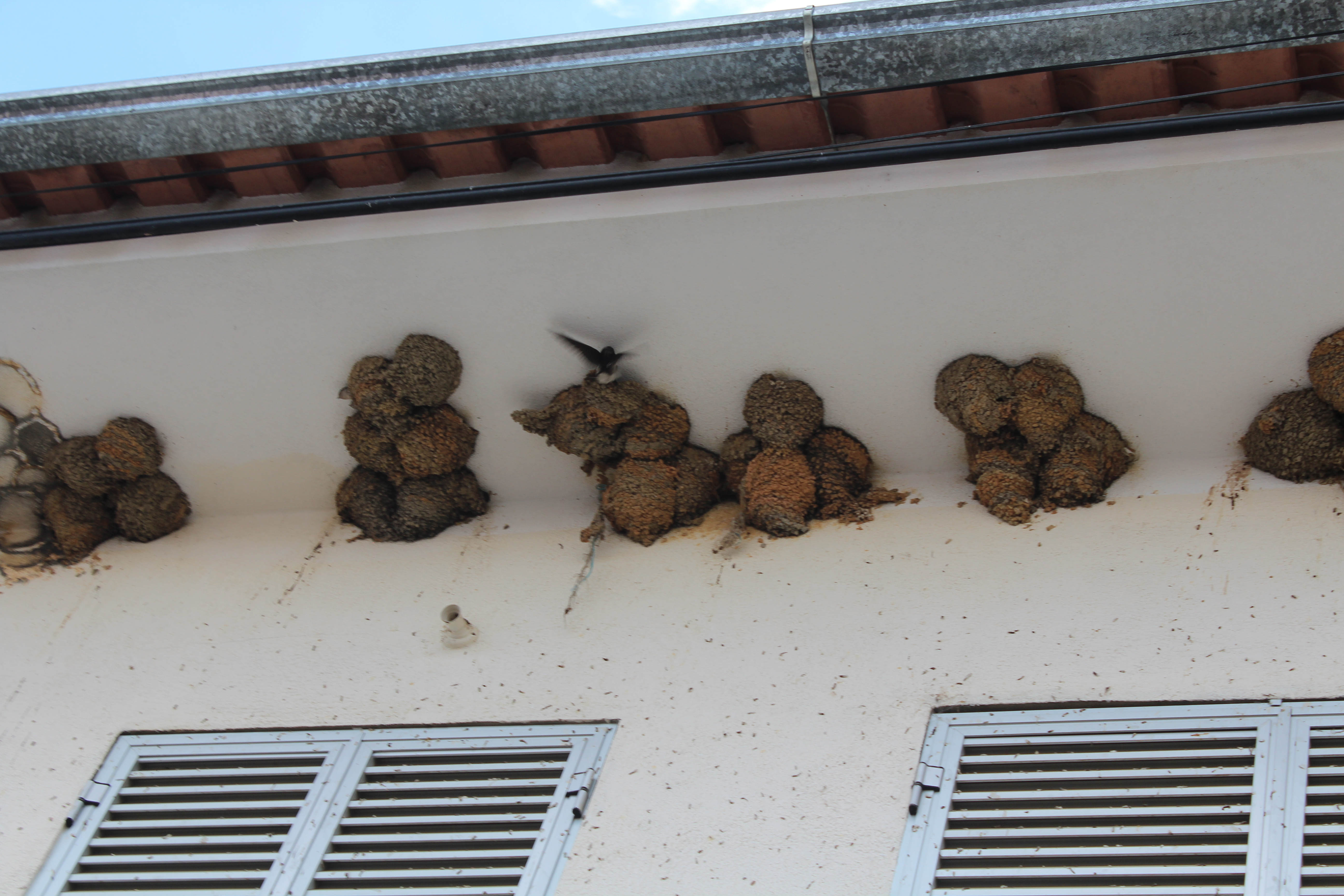
Ninhos de Andorinha em Idanha-a-Nova, Portugal

## Etimologia
"Andorinha" se originou do termo latino hirundinae.

## Espécies por ordem taxonómica
Subfamília Pseudochelidoninae
- Pseudochelidon
  - Andorinha-do-rio-africana (Pseudochelidon eurystomina)
  - Andorinha-dos-rios-asiática (Pseudochelidon sirintarae)

Subfamília Hirundininae
- Psalidoprocne
  - Psalidoprocne nitens
  - Psalidoprocne fuliginosa
  - Psalidoprocne albiceps
  - Psalidoprocne pristoptera
  - Psalidoprocne obscura
  - Psalidoprocne orientalis
  - Psalidoprocne holomelaena
- Pseudhirundo
  - Andorinha-de-rabadilha-cinzenta (Pseudhirundo griseopyga)
- Cheramoeca
  - Cheramoeca leucosternus
- Phedina
  - Phedina borbonica
  - Phedina brazzae
- Riparia
  - Riparia paludicola
  - Riparia congica
  - Andorinha-das-barreiras (Riparia riparia)
  - Riparia diluta
  - Riparia cincta
- Tachycineta
  - Tachycineta bicolor
  - Tachycineta thalassina
  - Tachycineta euchrysea
  - Tachycineta cyaneoviridis
  - Tachycineta stolzmanni
  - Tachycineta albilinea
  - Tachycineta albiventer
  - Tachycineta leucorrhoa
  - Tachycineta meyeni
- Progne
  - Progne subis
  - Progne cryptoleuca
  - Progne dominicensis
  - Progne sinaloae
  - Progne chalybea
  - Progne modesta
  - Progne murphyi
  - Progne elegans
  - Progne tapera
- Notiochelidon
  - Notiochelidon murina
  - Notiochelidon cyanoleuca
  - Notiochelidon flavipes
  - Notiochelidon pileata
- Haplochelidon
  - Neochelidon andecola
- Atticora
  - Peitoril (Atticora fasciata)
  - Andorinha-de-coleira (Atticora melanoleuca)
- Neochelidon
  - Neochelidon tibialis
- Stelgidopteryx
  - Stelgidopteryx serripennis
  - Stelgidopteryx ruficollis
- Alopochelidon
  - Alopochelidon fucata
- Hirundo
  - Andorinha-das-chaminés (Hirundo rustica)
  - Hirundo lucida
  - Hirundo angolensis
  - Hirundo tahitica
  - Hirundo neoxena
  - Hirundo albigularis
  - Hirundo aethiopica
  - Hirundo smithii
  - Hirundo nigrita
  - Hirundo dimidiata
  - Hirundo atrocaerulea
  - Hirundo nigrorufa
- Ptyonoprogne
  - Andorinha-das-rochas (Ptyonoprogne rupestris)
  - Ptyonoprogne fuligula
  - Ptyonoprogne concolor
- Delichon
  - Andorinha-dos-beirais (Delichon urbicum)
  - Andorinha-de-bando (Delichon dasypus)
  - Delichon nipalense
- Cecropis
  - Cecropis cucullata
  - Cecropis abyssinica
  - Cecropis semirufa
  - Cecropis senegalensis
  - Andorinha-dáurica (Cecropis daurica)
  - Cecropis striolata
  - Cecropis badia
- Petrochelidon
  - Petrochelidon rufigula
  - Petrochelidon preussi
  - Petrochelidon perdita
  - Petrochelidon spilodera
  - Petrochelidon fuliginosa
  - Petrochelidon fluvicola
  - Petrochelidon ariel
  - Petrochelidon nigricans
  - Andorinha-de-dorso-acanelado (Petrochelidon pyrrhonota)
  - Petrochelidon fulva
  - Petrochelidon rufocollaris